# Jean-Christophe Bailly

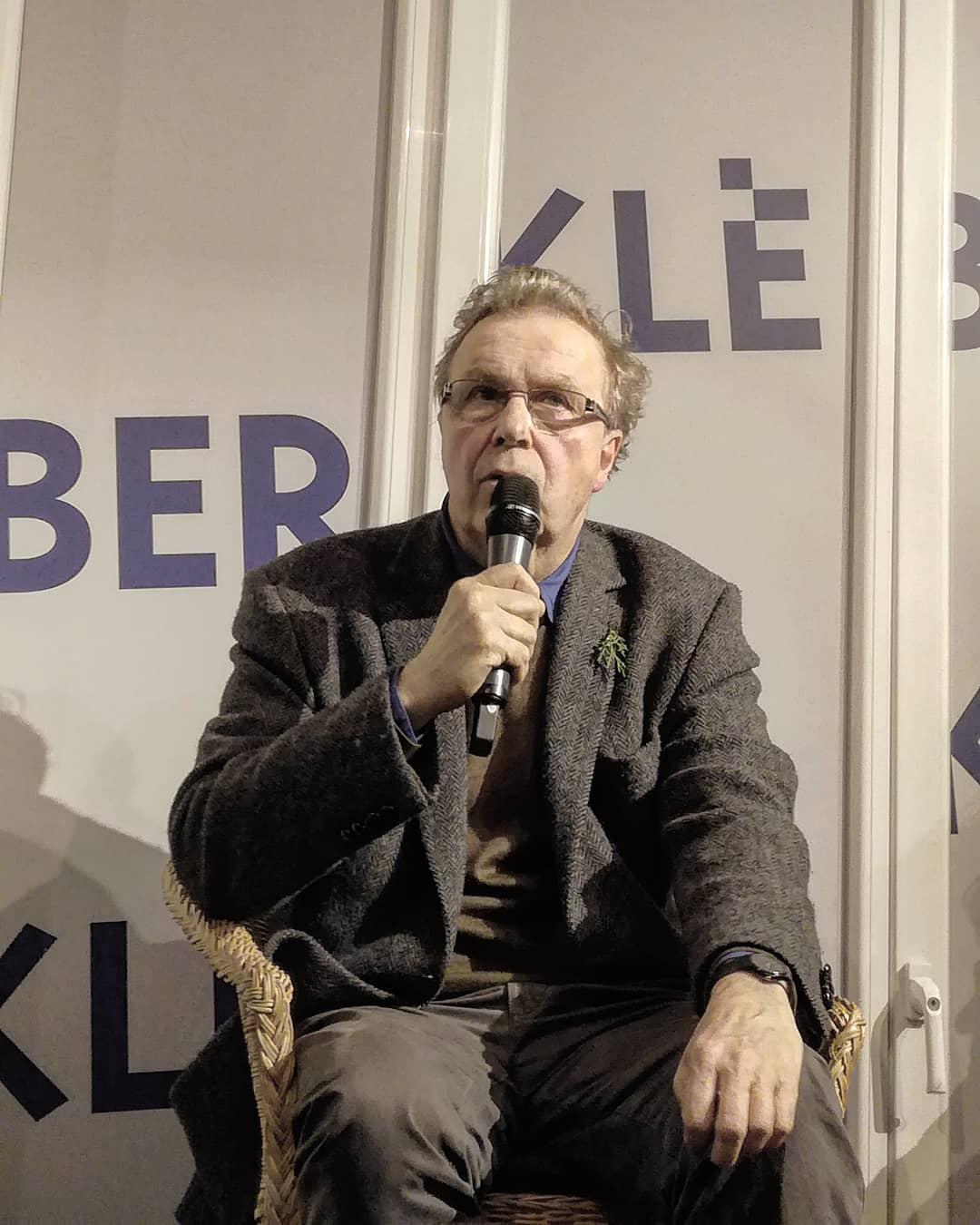

Jean-Christophe Bailly (n. en París, 3 de mayo de 1949 (75 años), es un escritor, poeta, dramaturgo e historiador de arte francés. 

## Trayectoria
Jean-Christophe Bailly fundó y dirigió las revistas Fin de siècle (con Serge Sautreau, cuatro números, 1974-1976) y Aléa (nueve números, 1981-1989). 
Asimismo, ha dirigido las colecciones «Détroits» de Christian Bourgois (con Michel Deutsch y Philippe Lacoue-Labarthe), y « 35-37 » de la editorial Hazan. 
Es doctor de filosofía, y enseña en la École nationale supérieure de la nature et du paysage, de Blois; allí dirige la publicación Les Cahiers de l’École de Blois desde 2003.
En Tuiles détachées explica su temprana decisión de escribir, así como las etapas más importantes en la formación de su estilo. Inicialmente estuvo cercano al surrealismo; luego se distanció como tantos otros escritores. Se siente heredero de ciertas ideas del romanticismo alemán: estudios y escritura sin fronteras, movedizo en el espíritu de Novalis y su Enciclopedia. Su obra es muy extensa.
En España es conocido por su ensayo La llamada muda, que aborda los retratos de El Fayún como obras de arte, donde se cruzan Egipto-Grecia-Roma y a la vez como documentos antropológicos sobre la muerte

## Obra

### Ensayos
- Célébration de la boule, Le Jas-du-Revest-Saint-Martin, Robert Morel, 1968, fasc. de 47 p.
- Au-delà du langage : essai sur Benjamin Péret, París, Éric Losfeld, 1971
- Jean-Pierre Duprey, París, Seghers, 1973
- La Légende dispersée: Anthologie du romantisme allemand, París, 10/18, 1976 (reed. París, Bourgois, 2000)
- Wozu?: à quoi bon des poètes en un temps de manque? (con Henri-Alexis Baatsch), París, Le Soleil Noir, 1978
- Le Vingt janvier, París, Bourgois, 1980
- Le Paradis du sens, París, Bourgois, 1989
- L'Atelier bleu, París, La Pionnière, 1990
- La Fin de l’hymne, París, Bourgois, 1991
- La Comparution (politique à venir) (con Jean-Luc Nancy), París, Bourgois, 1991
- La Ville à l’œuvre, París, Bertoin, 1992 (y Besançon, L'Imprimeur, 2000)
- Adieu: essai sur la mort des dieux, La Tour-d'Aigues, L'Aube, 1993
- Le Propre du langage, voyages au pays des noms communs, París, Le Seuil, 1997
- Panoramiques, París, Bourgois, 2000
- Le Pays des animots, París, Bayard, 2004
- Le Champ mimétique, París, Le Seuil, 2005
- Rimbaud parti (con Jacqueline Salmon), París, Marval, 2006
- Le Versant animal, París, Bayard, 2007.  Tr. esp.: El animal como pensamiento, Santiago, Metales Pesados, 2014
- L’Instant et son ombre, París, Le Seuil, 2008
- Le Visible est le caché, París, Le Promeneur, 2009
- Le temps fixé, París, Bayard, 2009
- La Véridiction sur Philippe Lacoue-Labarthe, París, Bourgois, 2011

### Sobre arte
- Max Ernst: apprentissage, énigme, apologie (con Henri-Alexis Baatsch y Alain Jouffroy), París, Bourgois y Éditions étrangères, 1976
- Hommage à Caspar David Friedrich (con Jacques Monory), París, Bourgois, 1977
- Monory, París, Maeght, 1979
- Duchamp, París, Hazan, 1984
- Piotr Kowalski, París, Hazan, 1988
- Mine de rien, Paris, Galerie de France, 1989
- Regarder la peinture, París, Hazan, 1992
- Kurt Schwitters, París, Hazan, 1993
- L'Apostrophe muette: essai sur les portraits du Fayoum, Paris, Hazan, 1997. Tr. esp.: La llamada muda, ensayo sobre los retratos de El Fayún, Madrid, Akal, 2001.
- Jacques Monory, Neuchâtel, Ides et calendes, 2000
- Gilles Aillaud, Marsella, André Dimanche, 2005
- L'Atelier infini: 30000 ans de peinture, París, Hazan, 2007

### Relatos
- Beau fixe, París, Bourgois, 1985
- Description d'Olonne, París, Bourgois, 1992, Prix France Culture
- Le Maître du montage (con Énigme de Jacques Monory), Nantes, Joca seria, 1996
- Tuiles détachées, París, Mercure de France, 2004
- Dans l'étendu (Colombie-Argentine), Lyon, Fage, 2010
- Le Dépaysement. Voyages en France, París, Le Seuil, 2011, Prix Décembre 2011

### Poesía
- Les îles de la Sonde, in De la déception pure, manifeste froid (con Yves Buin, Serge Sautreau, y André Velter), París, 10/18, 1973
- L'Astrolabe dans la passe des Français, París, Seghers, 1973
- Le Gramme des sursauts, París, Éditions étrangères, 1973
- Défaire le vide, París, Éditions étrangères et Bourgois, 1975
- L'Étoilement, Montpellier, Fata Morgana, 1979
- Per modo di vestigio (con Hervé Bordas), Copal, 1983
- Pluie douce (con Jan Voss), Marsella, André Dimanche, 1985
- L'Oiseau Nyiro, Ginebra, La Dogana, 1991
- Blanc sur noir, Burdeos, William Blake and Co., 1999
- Basse continue, París, Seuil, 2000

### Teatro
- Les Céphéides, París, Bourgois, 1983
- Le Régent, París, Bourgois, 1987
- La Medesima strada (con Gilles Aillaud y K. M. Grüber), París, Bourgois, 1989
- Phèdre en Inde, París, Plon, 1990 (Marsella, André Dimanche, 2002)
- Pandora, París, Bourgois, 1992
- Lumières (con M. Deutsch, J.-F. Duroure y G. Lavaudant), París, Bourgois, 1995
- El Pelele, París, Bourgois, 2003
- Poursuites, París, Bourgois, 2003
- Villeggiatura (con Serge Valletti), Nantes, L'Atalante, 2005
- Une nuit à la bibliothèque, seguido de Fuochi sparsi, París, Bourgois, 2006